# Eleições estaduais no Paraná em 2002
As eleições estaduais no Paraná em 2002 foram realizadas em 3 de outubro e em 27 de outubro, como parte das eleições gerais no Brasil.
Nesta ocasião, foram realizadas eleições em todos os 26 estados brasileiros e no Distrito Federal.
Os cidadãos aptos a votar elegeram o Presidente da República, o Governador e dois Senadores por estado, além de deputados estaduais e federais.
O governador Jaime Lerner, do PFL, não pode se reeleger e apoiou Beto Richa, do PSDB.
Os principais candidatos a governador foram o senador e ex-governador Roberto Requião (PMDB), o ex-governador e senador Alvaro Dias (PDT), o vice-prefeito de Curitiba Beto Richa (PSDB) e o ex-deputado federal Padre Roque Zimmermann (PT).
Para o senado foram Osmar Dias (PDT), Flávio Arns (PT) e Paulo Pimentel (PMDB).

## Resultado da eleição para governador

### Primeiro turno
| Candidatos a governador do estado | Candidatos a vice-governador | Número | Coligação                                 | Votação   | Percentual |
| --------------------------------- | ---------------------------- | ------ | ----------------------------------------- | --------- | ---------- |
| Alvaro Dias PDT                   | Luiz Forte Netto PDT         | 12     | Vote 12 (PDT, PPB, PTB, PTN, PRP, PTdoB)  | 1.616.047 | 31,40%     |
| Roberto Requião PMDB              | Orlando Pessuti PMDB         | 15     | —                                         | 1.347.353 | 26,17%     |
| Beto Richa PSDB                   | Lubomir Ficinski PFL         | 45     | Paraná de Todos Nós (PSDB, PFL, PSL, PAN) | 888.837   | 17,27%     |
| Roque Zimmermann PT               | Emerson Nerone PHS           | 13     | Renova Paraná (PT, PHS, PL, PCdoB, PCB)   | 842.399   | 16,36%     |
| Rubens Bueno PPS                  | Sigrid Andersen PV           | 23     | Vote Limpo 23 (PPS, PV)                   | 362.464   | 7,04%      |
| Severino Araújo PSB               | Laércio Souto Maior PSB      | 40     | Socialismo com Liberdade (PSB, PGT)       | 47.903    | 0,93%      |
| Giovani Gionedis PSC              | Júlio Ando PST               | 20     | Movimento Social Cristão (PSC, PST)       | 26.567    | 0,51%      |
| Professor Figueiredo PSTU         | Professor Bernardo PSTU      | 16     | —                                         | 5.517     | 0,10%      |
| Cirus Itiberê PSD                 | Waldomiro Petriceli PSD      | 41     | —                                         | 3.351     | 0,06%      |
| Jamil Nakad PRTB                  | Odivaldo Alves PRTB          | 28     | —                                         | 2.869     | 0,05%      |
| José Gladston Bispo PRONA         | Rubens Moretti PRONA         | 56     | —                                         | 1.814     | 0,03%      |
| Abrahão Júnior PTC                | Helen Patrícia PTC           | 36     | —                                         | 1.495     | 0,02%      |

### Segundo turno
| Candidatos a governador do estado | Candidatos a vice-governador | Número | Coligação                                | Votação   | Percentual |
| --------------------------------- | ---------------------------- | ------ | ---------------------------------------- | --------- | ---------- |
| Roberto Requião PMDB              | Orlando Pessuti PMDB         | 15     | —                                        | 2.681.811 | 55,15%     |
| Alvaro Dias PDT                   | Luiz Forte Netto PDT         | 12     | Vote 12 (PDT, PTB, PTN, PPB, PRP, PTdoB) | 2.180.922 | 44,85%     |

## Resultado da eleição para senador
| Candidatos a senador da República | Candidatos a suplente de senador                | Número | Coligação                                 | Votação   | Percentual |
| --------------------------------- | ----------------------------------------------- | ------ | ----------------------------------------- | --------- | ---------- |
| Osmar Dias PDT                    | José Carlos Carvalho PTB Jorge Bernardi PDT     | 123    | Vote 12 (PDT, PPB, PTB, PTN, PRP, PTdoB)  | 2.776.368 | 30,06%     |
| Flávio Arns PT                    | Imar Pereira PL Márcio Pessatti PT              | 133    | Renova Paraná (PT, PHS, PL, PCdoB, PCB)   | 1.995.730 | 21,60%     |
| Paulo Pimentel PMDB               | Luís Mussi PMDB Paulo Salamuni PMDB             | 151    | —                                         | 1.091.822 | 11,82%     |
| Edésio Passos PT                  | Elísio Marques PCB Luiz Fernando Dias PT        | 131    | Renova Paraná (PT, PHS, PL, PCdoB, PCB)   | 958.962   | 10,38%     |
| Luciano Pizzatto PFL              | Sílvio Name PSDB Reinhold Stephanes Jr. PSDB    | 252    | Paraná de Todos Nós (PSDB, PFL, PSL, PAN) | 899.998   | 9,74%      |
| Tony Garcia PPB                   | Roberto Bertholdo PPB Emerson Eloy PPB          | 111    | Vote 12 (PDT, PPB, PTB, PTN, PRP, PTdoB)  | 666.227   | 7,21%      |
| Nitis Jacon PSDB                  | Juraci Barbosa PSDB Elizabeth Schmidt PFL       | 452    | Paraná de Todos Nós (PSDB, PFL, PSL, PAN) | 648.828   | 7,02%      |
| Affonso Antoniuk PPS              | Dalcy Santos PPS Luiz Dernizo PPS               | 231    | Vote Limpo 23 (PPS, PV)                   | 56.924    | 0,61%      |
| Nely Almeida PSC                  | Antonio Schleder PSC Marco Aurélio Winnekes PST | 200    | Movimento Social Cristão (PSC, PST)       | 56.602    | 0,61%      |
| Eda Slomp PV                      | Antonio Viana PV Elói Kuhn PV                   | 430    | Vote Limpo 23 (PPS, PV)                   | 24.393    | 0,26%      |
| Ralph Durval PSB                  | Reinaldo Cilento PSB Claudia Cilento PSB        | 401    | Socialismo com Liberdade (PSB, PGT)       | 19.516    | 0,21%      |
| Antonio Procopiak PSDC            | César Ponte PSDC Mário Campos PSDC              | 270    | —                                         | 11.880    | 0,12%      |
| Abel Morangueira PRTB             | José Sikora PRTB Pedro Oliveira PRTB            | 288    | —                                         | 9.205     | 0,10%      |
| Aristides Mossambani PSD          | Sebastião Calado PSD José Johelson PSD          | 414    | —                                         | 8.368     | 0,09%      |
| Julio Cezar de Jesus PSTU         | Sandra Gritti PSTU Gilberto Cassapula PSTU      | 161    | —                                         | 6.381     | 0,06%      |
| Everaldo Silva PRONA              | Sebastião Arins PRONA Odir Portes PRONA         | 560    | —                                         | 3.330     | 0,03%      |
| Rogério Miranda PTC               | Mauro Sozonofy PTC Ernani Ribas PTC             | 361    | —                                         | 1.376     | 0,01%      |

## Candidatos a governador
| Imagem | Candidato a governador      | Imagem | Candidato a vice-governador | Número Eleitoral | Coligação                               |
| ------ | --------------------------- | ------ | --------------------------- | ---------------- | --------------------------------------- |
|        | Alvaro Dias (PDT)           |        | Luiz Forte Netto (PDT)      | 12               | Vote 12 PDT, PPB, PTB, PTN, PRP, PTdoB  |
|        | Padre Roque Zimmermann (PT) |        | Emerson Nerone (PHS)        | 13               | Renova Paraná PT, PHS, PCdoB, PCB       |
|        | Professor Figueiredo (PSTU) |        | Professor Bernardo (PSTU)   | 16               | Sem coligação                           |
|        | Roberto Requião (PMDB)      |        | Orlando Pessuti (PMDB)      | 15               | Sem coligação                           |
|        | Giovani Gionedis (PSC)      |        | Júlio Ando (PST)            | 20               | Movimento Social Cristão PSC, PST       |
|        | Rubens Bueno (PPS)          |        | Sigrid Andersen (PV)        | 23               | Vote Limpo 23 PPS, PV                   |
|        | Jamil Nakad (PRTB)          |        | Odivaldo Alves (PRTB)       | 28               | sem coligação                           |
|        | Abrahão Júnior (PTC)        |        | Helen Patrícia (PTC)        | 36               | sem coligação                           |
|        | Severino Nunes (PSB)        |        | Laércio Souto Maior (PSB)   | 40               | Socialismo com Liberdade PSB, PGT       |
|        | Cirus Itiberê (PSD)         |        | Waldomiro Petriceli (PSD)   | 41               | Sem coligação                           |
|        | Beto Richa (PSDB)           |        | Lubomir Ficinski (PFL)      | 45               | Paraná de Todos Nós PSDB, PFL, PSL, PAN |
|        | José Gladston Bispo (PRONA) |        | Rubens Moretti (PRONA)      | 56               | Sem coligação                           |

| Partido | Partido | Candidato              | Votos     | Votos (%) |
| ------- | ------- | ---------------------- | --------- | --------- |
|         | PDT     | Alvaro Dias            | 1 616 047 | 31,4%     |
|         | PMDB    | Roberto Requião        | 1 347 353 | 26,18%    |
|         | PSDB    | Beto Richa             | 888 837   | 17,27%    |
|         | PT      | Padre Roque Zimmermann | 842 399   | 16,37%    |
|         | PPS     | Rubens Bueno           | 362 464   | 7,04%     |
|         | PSB     | Severino Nunes         | 47 903    | 0,93%     |
|         | PSC     | Giovani Gionedis       | 26 567    | 0,52%     |
|         | PSTU    | Professor Figueiredo   | 5 517     | 0,11%     |
|         | PSD     | Cirus Itiberê          | 3 351     | 0,07%     |
|         | PRTB    | Jamil Nakad            | 2 869     | 0,06%     |
|         | PRONA   | José Gladston Bispo    | 1 814     | 0,04%     |
|         | PTC     | Abrahão Júnior         | 1 495     | 0,03%     |
| Totais  | Totais  | Totais                 | 5 146 616 |           |

| Partido | Partido | Candidato       | Votos     | Votos (%) |
| ------- | ------- | --------------- | --------- | --------- |
|         | PMDB    | Roberto Requião | 2 681 811 | 55,15%    |
|         | PDT     | Alvaro Dias     | 2 180 922 | 44,85%    |
| Totais  | Totais  | Totais          | 4 862 733 |           |

| Partido | Partido | Candidato            | Votos     | Votos (%) |
| ------- | ------- | -------------------- | --------- | --------- |
|         | PDT     | Osmar Dias           | 2 776 368 | 30,06%    |
|         | PT      | Flávio Arns          | 1 995 730 | 21,61%    |
|         | PMDB    | Paulo Pimentel       | 1 091 822 | 11,82%    |
|         | PT      | Edésio Passos        | 958 962   | 10,38%    |
|         | PFL     | Luciano Pizzatto     | 899 998   | 9,74%     |
|         | PPB     | Tony Garcia          | 666 227   | 7,21%     |
|         | PSDB    | Nitis Jacon          | 648 828   | 7,03%     |
|         | PPS     | Dr. Affonso Antoniuk | 56 924    | 0,62%     |
|         | PSC     | Nely Almeida         | 56 602    | 0,61%     |
|         | PV      | Eda Slomp            | 24 393    | 0,26%     |
|         | PSB     | Ralph Durval         | 19 516    | 0,21%     |
|         | PSDC    | Procopiak            | 11 880    | 0,13%     |
|         | PRTB    | Abel Morangueira     | 9 205     | 0,1%      |
|         | PSD     | Aristides Mossambani | 8 368     | 0,09%     |
|         | PSTU    | Julio Cezar de Jesus | 6 381     | 0,07%     |
|         | PRONA   | Everaldo Silva       | 3 330     | 0,04%     |
|         | PTC     | Rogério Miranda      | 1 376     | 0,01%     |
| Totais  | Totais  | Totais               | 9 235 910 |           |

## Resultado da eleição para presidente no estado

### Primeiro turno
| Candidatos a presidente da República | Candidatos a vice-presidente | Número | Coligação                                 | Votação   | Percentual |
| ------------------------------------ | ---------------------------- | ------ | ----------------------------------------- | --------- | ---------- |
| Luiz Inácio Lula da Silva PT         | José Alencar PL              | 13     | Lula Presidente (PT, PL, PCdoB, PCB, PMN) | 2.540.328 | 50,13%     |
| José Serra PSDB                      | Rita Camata PMDB             | 45     | Grande Aliança (PSDB, PMDB)               | 1.367.384 | 26,98%     |
| Anthony Garotinho PSB                | José Antônio Figueiredo PSB  | 40     | Brasil Esperança (PSB, PGT, PTC)          | 722.438   | 14,25%     |
| Ciro Gomes PPS                       | Paulo Pereira da Silva PTB   | 23     | Frente Trabalhista (PPS, PTB, PDT)        | 409.135   | 8,07%      |
| José Maria de Almeida PSTU           | Dayse Oliveira PSTU          | 16     | —                                         | 25.900    | 0,51%      |
| Rui Pimenta PCO                      | Pedro Paulo de Abreu PCO     | 29     | —                                         | 2.044     | 0,04%      |

### Segundo turno
| Candidatos a presidente da República | Candidatos a vice-presidente | Número | Coligação                                 | Votação   | Percentual |
| ------------------------------------ | ---------------------------- | ------ | ----------------------------------------- | --------- | ---------- |
| Luiz Inácio Lula da Silva PT         | José Alencar PL              | 13     | Lula Presidente (PT, PL, PCdoB, PCB, PMN) | 2.929.427 | 59,22%     |
| José Serra PSDB                      | Rita Camata PMDB             | 45     | Grande Aliança (PSDB, PMDB)               | 2.017.198 | 40,77%     |

## Deputados Federais
Deputados Federais eleitos para a legislatura 2003-2006.

Representação eleita
  PMDB: 6
  PT: 6
  PSDB: 5
  PFL: 3
  PPB: 3
  PTB: 2
  PPS: 2
  PSC: 1
  PDT: 1
  PL: 1

Fonteː
| Número | Deputados estaduais eleitos | Partido | Votação | Percentual | Cidade onde nasceu        | Unidade federativa |
| 4545   | Affonso Camargo Neto        | PSDB    | 141.870 | 2,8%       | Curitiba                  | Paraná             |
| 1510   | Max Rosenmann               | PMDB    | 140.218 | 2,7%       | Curitiba                  | Paraná             |
| 1313   | Dr. Rosinha                 | PT      | 124.117 | 2,4%       | Rolândia                  | Paraná             |
| 2505   | Abelardo Lupion             | PFL     | 121.702 | 2,4%       | Curitiba                  | Paraná             |
| 1145   | José Janene                 | PPB     | 119.501 | 2,3%       | Santo Inácio              | Paraná             |
| 1151   | Ricardo Barros              | PFL     | 118.036 | 2,3%       | Maringá                   | Paraná             |
| 1345   | Jorge Samek                 | PT      | 114.659 | 2,2%       | Curitiba                  | Paraná             |
| 4515   | Luiz Carlos Hauly           | PSDB    | 112.755 | 2,2%       | Cambé                     | Paraná             |
| 4569   | Odílio Balbinotti           | PSDB    | 112.428 | 2,2%       | Gaurama                   | Paraná             |
| 1414   | Hidekazu Takayama           | PSC     | 110.850 | 2,2%       | Rolândia                  | Paraná             |
| 1122   | Dilceu Sperafico            | PPB     | 106.924 | 2,08%      | Santa Rosa                | Rio Grande do Sul  |
| 1540   | Hermes Parcianello          | PMDB    | 105.851 | 2,06%      | Goioerê                   | Paraná             |
| 1511   | José Borba                  | PMDB    | 105.302 | 2,05%      | Mandaguari                | Paraná             |
| 1567   | Gustavo Fruet               | PMDB    | 105.166 | 2,04%      | Curitiba                  | Paraná             |
| 1533   | Osmar Serraglio             | PMDB    | 101.019 | 1,96%      | Erechim                   | Rio Grande do Sul  |
| 1111   | Nelson Meurer               | PPB     | 99.598  | 1,94%      | Bom Retiro                | Santa Catarina     |
| 1512   | Moacir Micheletto           | PMDB    | 91.298  | 1,77%      | Xanxerê                   | Santa Catarina     |
| 1470   | Iris Simões                 | PTB     | 91.028  | 1,77%      | Pato Branco               | Paraná             |
| 1236   | André Zacharow              | PDT     | 81.558  | 1,58%      | Jaguariaíva               | Paraná             |
| 2530   | Eduardo Sciarra             | PFL     | 81.253  | 1,58%      | Londrina                  | Paraná             |
| 4567   | Alex Canziani               | PSDB    | 76.194  | 1,48%      | Londrina                  | Paraná             |
| 1390   | Paulo Bernardo              | PT      | 72.831  | 1,42%      | São Paulo                 | São Paulo          |
| 4546   | Chico da Princesa           | PSDB    | 71.910  | 1,40%      | Três Barras               | Santa Catarina     |
| 1310   | Irineu Colombo              | PT      | 71.618  | 1,39%      | Medianeira                | Paraná             |
| 2212   | Pastor Bernardino Oliveira  | PL      | 67.942  | 1,32%      | Rio de Janeiro            | Rio de Janeiro     |
| 1450   | José Carlos Martinez        | PTB     | 62.705  | 1,22%      | São Paulo                 | São Paulo          |
| 2313   | Cezar Silvestri             | PPS     | 61.203  | 1,19%      | Guarapuava                | Paraná             |
| 1399   | Dra. Clair Martins          | PT      | 59.109  | 1,15%      | Porto União               | Santa Catarina     |
| 2345   | Fernando Giacobo            | PPS     | 52.006  | 1,01%      | Pato Branco               | Paraná             |
| 1314   | Assis do Couto              | PT      | 43.869  | 0,85%      | Santo Antônio do Sudoeste | Paraná             |

## Deputados Estaduais
Deputados Estaduais eleitos para a legislatura 2003-2006.

Representação eleita
  PT: 9
  PMDB: 8
  PFL: 7
  PDT: 6
  PSDB: 5
  PPB: 4
  PSB: 3
  PTB: 3
  PPS: 3
  PSL: 2
  PL: 2
  PRP: 1
  PSC: 1

Fonteː
| Número | Deputados estaduais eleitos | Partido | Votação | Percentual | Cidade onde nasceu         | Unidade federativa |
| 40840  | Ratinho Junior              | PSB     | 189.739 | 3,66%      | Jandaia do Sul             | Paraná             |
| 13222  | Ângelo Vanhoni              | PT      | 130.150 | 2,51%      | Paranaguá                  | Paraná             |
| 45678  | Hermas Brandão              | PSDB    | 123.390 | 2,38%      | Campinas                   | São Paulo          |
| 12123  | Barbosa Neto                | PDT     | 122.112 | 2,35%      | Santa Rita do Passa Quatro | Paraná             |
| 14560  | Valdir Rossoni              | PTB     | 110.432 | 2,13%      | Palmas                     | Paraná             |
| 25110  | Plauto Miró                 | PFL     | 74.726  | 1,44%      | Ponta Grossa               | Paraná             |
| 25111  | Nelson Justus               | PFL     | 72.889  | 1,40%      | Curitiba                   | Paraná             |
| 12345  | Augustinho Zucchi           | PDT     | 59.445  | 1,15%      | Pato Branco                | Paraná             |
| 25252  | Durval Amaral               | PFL     | 58.708  | 1,13%      | Londrina                   | Paraná             |
| 14190  | Carlos Simões               | PTB     | 55.351  | 1,07%      | Verê                       | Paraná             |
| 15115  | Dobrandino                  | PMDB    | 53.431  | 1,03%      | Treze de Maio              | Santa Catarina     |
| 44123  | Jocelito Canto              | PRP     | 53.412  | 1,03%      | Três Passos                | Rio Grande do Sul  |
| 13233  | Luciana Guzella Rafagnin    | PT      | 53.339  | 1,03%      | Mariano Moro               | Rio Grande do Sul  |
| 11511  | Cida Borghetti              | PPB     | 53.225  | 1,03%      | Caçador                    | Santa Catarina     |
| 25250  | Cleiton Kielse              | PFL     | 52.786  | 1,02%      | Curitiba                   | Paraná             |
| 25003  | Rafael Greca                | PFL     | 51.923  | 1,00%      | Curitiba                   | Paraná             |
| 17777  | Geraldo Cartario            | PSL     | 49.232  | 0,95%      | Curitiba                   | Paraná             |
| 14123  | Luiz Accorsi                | PTB     | 48.917  | 0,94%      | São Paulo                  | São Paulo          |
| 20655  | Mauro Moraes                | PSC     | 48.676  | 0,94%      | Tomazina                   | Paraná             |
| 17550  | Luiz Carlos Martins         | PSL     | 48.078  | 0,93%      | Bilac                      | São Paulo          |
| 15178  | Nereu Moura                 | PMDB    | 47.581  | 0,92%      | São João                   | Paraná             |
| 22123  | Pastor Edson Praczyk        | PL      | 46.889  | 0,90%      | São Paulo                  | São Paulo          |
| 15150  | Delegado Bradock            | PMDB    | 46.641  | 0,90%      | Ponta Grossa               | Paraná             |
| 15015  | Artagão Jr                  | PMDB    | 45.791  | 0,88%      | Ponta Grossa               | Paraná             |
| 15128  | Alexandre Curi              | PMDB    | 45.778  | 0,88%      | Curitiba                   | Paraná             |
| 12730  | Vanderlei Iensen            | PDT     | 44.179  | 0,85%      | Apucarana                  | Paraná             |
| 25200  | Nelson Garcia               | PFL     | 44.086  | 0,85%      | Rolândia                   | Paraná             |
| 45123  | Nelson Tureck               | PSDB    | 43.285  | 0,83%      | Rio Negrinho               | Santa Catarina     |
| 15107  | Caíto Quintana              | PMDB    | 42.048  | 0,81%      | Santo Augusto              | Rio Grande do Sul  |
| 45789  | Traiano                     | PSDB    | 41.312  | 0,80%      | Francisco Beltrão          | Paraná             |
| 45680  | Francisco Bührer            | PSDB    | 39.013  | 0,75%      | Tijucas do Sul             | Paraná             |
| 25155  | Elio Rusch                  | PFL     | 38.654  | 0,74%      | Crissiumal                 | Rio Grande do Sul  |
| 11234  | Miltinho Pupio              | PPB     | 38.538  | 0,74%      | Jandaia do Sul             | Paraná             |
| 15456  | Elza Correia                | PMDB    | 38.309  | 0,74%      | Londrina                   | Paraná             |
| 40123  | Luciano Ducci               | PSB     | 37.904  | 0,73%      | Curitiba                   | Paraná             |
| 45645  | Ailton Araujo               | PSDB    | 37.456  | 0,72%      | Campina Grande do Sul      | Paraná             |
| 15200  | Edson Strapasson            | PMDB    | 37.391  | 0,72%      | Colombo                    | Paraná             |
| 11789  | Fernando Ribas Carli        | PPB     | 37.333  | 0,72%      | Guarapuava                 | Paraná             |
| 12255  | José Maria                  | PDT     | 35.510  | 0,68%      | São José dos Pinhais       | Paraná             |
| 23400  | Waldir Turchetti Leite      | PPS     | 34.496  | 0,66%      | Santos                     | São Paulo          |
| 11223  | Duílio Genari               | PPB     | 33.385  | 0,64%      | Foz do Iguaçu              | Paraná             |
| 13444  | Stica                       | PT      | 31.584  | 0,61%      | Lapa                       | Paraná             |
| 12800  | Neivo Beraldin              | PDT     | 30.756  | 0,59%      | Erechim                    | Rio Grande do Sul  |
| 12121  | Renato Gaúcho               | PDT     | 29.410  | 0,57%      | Paranaguá                  | Paraná             |
| 22104  | Chico Noroeste              | PL      | 28.562  | 0,55%      | Mirador                    | Maranhão           |
| 13166  | Elton Welter                | PT      | 24.783  | 0,48%      | Toledo                     | Paraná             |
| 13567  | Pedro Ivo Ilkiv             | PT      | 24.358  | 0,47%      | Cruz Machado               | Paraná             |
| 23655  | Arlete Mãe do Guilherme     | PPS     | 22.737  | 0,44%      | Porto União                | Santa Catarina     |
| 23123  | Marcos Valente Isfer        | PPS     | 22.301  | 0,43%      | Curitiba                   | Paraná             |
| 13813  | André Vargas                | PT      | 21.727  | 0,42%      | Assaí                      | Paraná             |
| 13131  | Tadeu Veneri                | PT      | 21.326  | 0,41%      | União da Vitória           | Paraná             |
| 13190  | Hermes Fonseca              | PT      | 21.043  | 0,41%      | Assis                      | São Paulo          |
| 13369  | Padre Paulo                 | PT      | 18.216  | 0,35%      | Lucélia                    | São Paulo          |
| 40111  | Reni Pereira                | PSB     | 14.521  | 0,28%      | Santo Antônio do Sudoeste  | Paraná             |